# Rhododendron 'Purpureum Grandiflorum'
Rhododendron 'Purpureum Grandiflorum' — сорт зимостойких вечнозелёных рододендронов гибридного происхождения.
Используется в качестве декоративного садового растения. Гибрид Rhododendron catawbiense.

## Биологическое описание
Высота в 10-летнем возрасте около 1,6 м, ширина около 180 см.
Листья тёмно-зелёные, слегка блестящие, 140 × 64 мм. Листья более плотные, чем у 'Catawbiense Boursault' и 'Catawbiense Grandiflorum'.
Соцветия примерно 140 × 120 мм, несут 14—20 цветков. 
Цветки воронковидные, фиолетовые, диаметр около 74 мм. Края лепестков гофрированные. Тычинки фиолетовые. Аромат отсутствует.
Цветение в конце мая — середине июня.

## В культуре
Выдерживает понижения температуры до -26...-30 °C. 
Рекомендуется посадка в полутени.